# Scarlett Pomers
Scarlett Pomers (Riverside, 28 novembre 1988) è un'attrice statunitense.
È nota per aver interpretato il personaggio di Naomi Wildman nel franchise di fantascienza Star Trek, più precisamente nella serie Star Trek: Voyager, dal 1998 al 2001, e Kyra Hart nella serie televisiva Reba, dal 2001 al 2007. Il personaggio di Naomi Wildman e altre interpretazioni l'hanno portata a vincere 5 Young Artist Award, tra il 1996 e il 2000.
Durante la fase finale della sua partecipazione alla serie Reba, durante cui attraversa e supera un disturbo alimentare che la porta a decidere di abbandonare la carriera attoriale, comincia a lavorare come musicista, cantando e suonando la chitarra elettrica e formando la band Scarlett, anche conosciuta come Scarlett Pommers Band, con la quale suona nell'area di Los Angeles, ottenendo consenso favorevole da parte della critica.  Nel 2010 pubblica il suo EP di debutto Insane.

## Biografia
All'età di soli tre anni, un agente che le incontra in un supermercato locale suggerisce alla madre di Scarlett, Michelle, che la figlia sarebbe adatta a entrare nel mondo della recitazione. Scarlett inizia così con piccoli lavori finché non trova un agente. Scarlett è una fan dell'hard rock fin dalla giovane età. Inizia a prendere lezioni di chitarra fin da bambina.
Scarlett Pomers debutta all'età di tre anni, nel 1992, prendendo parte al videoclip di Michael Jackson Heal the World. In seguito comincia a prendere parte a spot televisivi, apparendo in oltre una dozzina. Al contempo comincia a prendere parte anche a numerose serie televisive, tra cui, nel 1996, vi figura Il tocco di un angelo (Touched by an Angel). All'età di cinque anni debutta sul grande schermo, nel film diretto da Melanie Mayron, Il club delle baby sitter (The Baby-Sitters Club), film che la porta a vincere il suo primo Young Artist Award, nel 1996, come Miglior interpretazione di un'attrice sotto i dieci anni - Film.
Del 1998 è il suo primo ruolo di rilievo, quando interpreta il personaggio di Naomi Wildman nella serie trasmessa dal canale televisivo UPN, Star Trek: Voyager, quarta serie televisiva live action del franchise di fantascienza creato da Gene Roddenberry negli anni sessanta Star Trek. Naomi è per metà umana e per metà ktariana, poiché è figlia di Samantha Wildman (Nancy Hower), membro umano dell'equipaggio della USS Voyager NCC-74656, e dello ktariano Greskrendtregk. Naomi è la prima bambina a nascere a bordo della USS Voyager, nel 2372. In questo ruolo Scarlett Pomers appare in 16 episodi, dalla quinta alla settima stagione (1998-2001). Precedentemente, in due episodi della quarta stagione, il personaggio, in ancora più giovane età, era stata interpretata da Brooke Stephens. Il personaggio fa vincere a Scarlett Pomers un Young Artist Award come Miglior interpretazione in una serie TV drammatica - Miglior attrice non protagonista.
Nel 1998 la Pommers appare nel film direct-to-video, diretto da Barnet Kellman, Slappy - Occhio alla pinna (Slappy and the Stinkers) e nel 1999 è nel film diretto da Mark Illsley Happy, Texas, che la porta a vincere un secondo Young Artist Award nel 1999 come Miglior interpretazione in un film - Giovane cast.
Nel 2000 è nel film diretto da Steven Soderbergh Erin Brockovich - Forte come la verità (Erin Brockovich) e nel musical per la televisione diretto da Tom Moore, Geppetto.
Nel 2001 prende parte ad alcuni episodi delle serie televisive Giudice Amy (Judging Amy) e Così è la vita (That's Life). A partire dallo stesso anno entra a far parte del cast fisso della serie televisiva del canale The WB Reba, in cui impersona Kyra Hart, una delle figlie del personaggio principale della serie, Reba Hart (Reba McEntire), rimanendo fino alla fine della serie, nel 2007. Per questa interpretazione viene candidata per quattro volte consecutive agli Young Artist Award come miglior attrice protagonista. 
Nel 2002 appare nel film di Disney Channel diretto da Greg Beeman, Vicky e i delfini (A Ring of Endless Light). Tra 2004 e 2005 prende parte in qualità di giudice al talent show del canale PAX TV America's Most Talented Kids.
Alla fine della sua partecipazione alla serie Reba, e a causa del superamento dei suoi disordini alimentari, decide che Hollywood non fa più per lei e di abbandonare la carriera di attrice, anche se parteciperà in seguito ancora alla serie televisiva House of Jazmin e al film Love N' Dancing, datati entrambi 2009 e ultime sue apparizione sul piccolo e grande schermo, concentrandosi sulla sua carriera musicale. Per il suo tredicesimo compleanno, infatti, le viene regalata una Fender acustica, con cui inizia a prendere lezioni di chitarra. In seguito, nel 2004, al suo sedicesimo compleanno, le viene regalata da uno zio una chitarra elettrica Gibson Flying V, ma è in possesso anche di una Les Paul Standard Ebony nera, regalatale dalla Gibson Guitar Company, che ha deciso di sostenere la sua attività musicale. Scarlett Pomers fonda così il gruppo musicale Scarlett, conosciuto anche come Scarlett Pomers Band, con il quale si esibisce nell'area di Los Angeles, in locali come B.B. King's, The Knitting Factory, The Roxy, House of Blues, Club One-Seven, The Roxy e Whisky a Go Go, ottenendo recensioni positive da parte della stampa. Tra le sue influenze musicali figurano Led Zeppelin, Fleetwood Mac, Metallica, Stevie Nicks, Janis Joplin, Sarah Brightman, Heart, Pat Benatar, Evanescence e Lacuna Coil.
Il 7 gennaio 2010 debutta con il suo primo EP Insane, composto da cinque tracce. Il disco distribuito tramite il suo sito ufficiale, CDbaby.com e iTunes. L'anno successivo, con il suo gruppo, Scarlett Pomers contribuisce a un album tributo agli AC/DC, Rock & Roll Train - A Millennium Tribute To AC/DC, distribuito nel dicembre dello stesso anno su iTunes, con la cover del classico It's a Long Way to the Top (If You Wanna Rock 'n' Roll). Il medesimo brano viene ristampato nel 2018 all'interno dell'album tributo The Many Faces Of AC/DC - The Ultimate Tribute To AC/DC.
Nel 2014 Scarlett Pomers è sempre attiva nella sua carriera musicale, ma dichiara al sito Star Trek, "lo faccio principalmente per me stessa, non per i soldi, non per vivere. Comunque non ci sono soldi in ogni caso.". I suoi progetti musicali comprendono l'industrial metal e scrivere canzoni per mandolino, che ha imparato a suonare. In seguito si dedica avidamente alla fotografia e alla produzione in proprio di gioielleria che vende online attraverso siti internet.

## Vita privata
Alla fine del 2005, Scarlett Pomers entra in una struttura di trattamento per l'anoressia nervosa. In questo periodo il peso dell'attrice, alta 157 cm, è sceso 33 kg, facendo esercizio fisico fino a sei ore al giorno. A causa di questo motivo, il personaggio interpretato da Scarlett, Kyra, è assente per la maggior parte della quinta stagione della serie Reba, comparendo solo in due episodi su ventidue. La Pommers esce dalla struttura nel gennaio 2006. In seguito diviene ambasciatrice della National Eating Disorders Association e avvia un'organizzazione chiamata Arch-Angels, che raccoglie fondi per le persone che soffrono di disturbi alimentari ma non possono permettersi di pagare il trattamento. I suoi sforzi portano la rivista Teen People a nominarla una dei "20 adolescenti che cambieranno il mondo".
Dopo l'uscita dalla clinica, Scarlett Pomers ritorna sul set di Reba e appare nella sesta stagione fino alla fine della serie, nel 2007. La Pomers, che è vegetariana, inizia a praticare il Kundalini yoga nel giugno 2006, dopo aver letto un libro sulla direttrice dello studio Golden Bridge, Gurmukh Kaur Khalsa, e ha ottenuto la certificazione per insegnare questa pratica. "Lo yoga mi ha sempre fatto sentire davvero bene con me stessa. È stato l'ultimo passo nel liberarsi del demone."
Il suo disturbo alimentare viene menzionato nel primo episodio della sesta stagione della serie Reba. Dopo essere stata assente per la maggior parte della quinta stagione, nel primo episodio della sesta, Scarlett Pomers entra sul set seguita da un applauso fragoroso. Reba chiede al personaggio di Kyra: "Dove sei stata", e Kyra risponde: "Sono andata a prendere qualcosa da mangiare". Nello stesso episodio, più avanti, si avvicina alla cucina quando Van (Steve Howey) chiede: "Dove vai?", al che lei risponde: "Vado solo a prendere qualcosa da mangiare", Van risponde: "Ci vediamo l'anno prossimo".

## Filmografia

### Attrice

#### Cinema
- Il club delle baby sitter (The Baby-Sitters Club), regia di Melanie Mayron (1995)
- Slappy - Occhio alla pinna (Slappy and the Stinkers), regia di Barnet Kellman - direct-to-video (1998)
- Il grande Joe (Mighty Joe Young), regia di Ron Underwood (1998)
- Happy, Texas, regia di Mark Illsley (1999)
- Children of a Laughing God, regia di Chambers Stevens - cortometraggio (1999)
- Erin Brockovich - Forte come la verità (Erin Brockovich), regia di Steven Soderbergh (2000)
- Love N' Dancing, regia di Robert Iscove (2009)

#### Televisione
- Una bionda per papà (Step by Step) - serie TV, episodio 4x22 (1995)
- L'asilo maledetto (Indictment: The McMartin Trial), regia di Mick Jackson - film TV (1995) - non accreditata
- Il mondo segreto di Alex Mack (The Secret World of Alex Mack) - serie TV, episodio 2x05 (1995)
- Il tocco di un angelo (Touched by an Angel) - serie TV, episodio 3x08 (1996)
- The Jeff Foxworthy Show - serie TV, episodio 2x22 (1997)
- Più forte ragazzi (Martial Law) - serie TV, episodio 1x09 (1998)
- Star Trek: Voyager - serie TV, 16 episodi (1998-2001) - Naomi Wildman
- Seven Days - serie TV, episodio 2x04 (1999)
- Chicken Soup for the Soul - serie TV, 1 episodio (1999)
- Un detective in corsia (Diagnosis Murder) - serie TV, episodio 7x11 (1999)
- Geppetto, episodio della serie The Wonderful World of Disney , regia di Tom Moore - film TV (2000)
- Providence - serie TV, episodio 2x23 (2000)
- La squadra del cuore (Hang Time) - serie TV, episodio 6x07 (2000)
- Giudice Amy (Judging Amy) - serie TV, episodio 2x11 (2001)
- Così è la vita (That's Life) - serie TV, episodi 1x13-1x14-1x17 (2001)
- All About Us - serie TV, pilota originale (2001)
- Reba - serie TV, 103 episodi (2001-2007) - Kyra Hart
- Vicky e i delfini (A Ring of Endless Light), regia di Greg Beeman - film TV (2002)
- Laguna Beach: The Real Orange County - serie TV, episodio 3x08 (2006)
- House of Jazmin - serie TV, episodi 1x01-1x04-1x06 (2009)

#### Videoclip
- Michael Jackson Heal the World, regia di Joe Pytka (1992)
- Jak Paris Not Back Down (2006)

### Doppiatrice

#### Cinema
- Un genio in pannolino (Baby Geniuses), regia di Bob Clark (1999)

## Trasmissioni televisive
- The 28th Annual People's Choice Awards - speciale TV (2002)
- America's Most Talented Kids - talent show (2004-2005) - giudice
- Hollywood Squares - game show (2003)
- The Reichen Show - talk show (2006)
- Today - talk show (2006)
- The Tyra Banks Show - talk show (2006)

## Radio
- Adventures in Odyssey - radiodramma (1997-2002)

## Teatro
- Ruthless!, Anne Geddes/Morgan-Wixson Theater
- I'll Be Home for Christmas
- Someone to Count On, St. Paul's Theater

## Discografia

### EP
- 2010 - Insane

### Partecipazioni
- 2011 - AA.VV. Rock & Roll Train - A Millennium Tribute To AC/DC
- 2018 - AA.VV. The Many Faces Of AC/DC - The Ultimate Tribute To AC/DC

## Riconoscimenti
- Young Artist Award
  - 1996 - Miglior interpretazione di un'attrice sotto i dieci anni - Film per Il club delle baby sitter
  - 1997 - Miglior interpretazione in una serie drammatica - Giovane attrice ospite per Il tocco di un angelo
  - 1999 - Miglior interpretazione in un film - Giovane cast per Slappy - Occhio alla pinna
  - 1999 - Miglior interpretazione in una serie TV drammatica - Miglior attrice non protagonista per Star Trek: Voyager
  - 2000 - Miglior interpretazione in un film - Giovane attrice di dieci anni o meno per Happy, Texas
  - 2002 - Candidatura alla miglior interpretazione in una serie televisiva commedia - Giovane attrice non protagonista per Reba
  - 2003 - Candidatura alla miglior interpretazione in una serie televisiva (commedia o drammatica) - Giovane attrice protagonista per Reba
  - 2004 - Candidatura alla miglior interpretazione in una serie televisiva (commedia o drammatica) - Giovane attrice protagonista per Reba
  - 2005 - Candidatura alla miglior interpretazione in una serie televisiva (commedia o drammatica) - Giovane attrice protagonista per Reba

## Doppiatrici italiane
Nelle versioni in italiano delle opere in cui ha recitato, Scarlett Pomers è stata doppiata da:
- Letizia Ciampa in Slappy occhio alla pinna![7]
- Elena Perino in Reba[8]
- Giulia Tarquini in Star Trek: Voyager (stagione 7)[9]